# Lijst van betaaldvoetbalclubs in Andorra
Dit is een overzicht van alle voetbalclubs die in het heden of het verleden hebben deelgenomen aan het betaalde voetbal in Andorra.
Zie ook:
- Lliga de Primera Divisió
- Andorrees voetbalelftal
- Voetbal van A tot Z

## A
- FC Aldosa
- FC Andorra
- Athlètic Club d'Escaldes
- Art i Const Engordany
- Assegurances Doval

## C
- Cava Benito
- Constelacio Esportiva
- Construccions Emprim
- Construccions Modernes Inter Escaldes

## D
- Don Denis Principat
- Don Pernil Santa Coloma

## E
- FC Encamp
- FC Engolasters
- Euromoble Casa Benfica
- UE Extremenya

## F
- Formosa Esportiu Massana

## G
- Gimnastic Valira

## J
- Joieries Aurum

## L
- FC Les Bons
- Lusitans La Posa

## M
- Magatzems Lima
- FC Montanbaldosa

## R
- FC Rànger's

## S
- Sant Julià de Lória
- Sporting Escaldes

## V
- Veterans d'Andorra